# الكرم (المنيا)
قرية الكرم هي إحدى القرى التابعة لمركز أبو قرقاص بمحافظة المنيا في جمهورية مصر العربية. حسب إحصاءات سنة 2006، بلغ إجمالي السكان في الكرم 12315 نسمة، منهم 6186 رجلا و6129 امرأة.